# 島村三七雄
島村 三七雄（しまむら みなお、1904年（明治37年）7月9日 - 1978年（昭和53年）10月25日）とは、日本の洋画家。大阪府大阪市北区出身。

## 来歴
1904年（明治37年）7月9日、大阪府大阪市北区に生まれる。
1924年（大正13年）3月、大阪府立天王寺中学校卒業。同年4月、東京美術学校西洋画科入学。在学中の1928年（昭和3年）10月、帝展に「読書」が初入選。翌1929年（昭和4年）、東京美術学校西洋画科を卒業。
同年渡仏、フランスで「午後」がサロン・ドートンヌ入選。翌1930年（昭和5年）パリ国立美術学校のリュシアン・シモン教室に入学するも2年後の1932年（昭和7年）に中退する。その後ポール・ランソンのアカデミー・ランソンでフレスコ画法を学び、1933年（昭和8年）からサロン・デザルティスト・フランセに毎年出品を開始、翌1934年（昭和9年）出品の「ユゲット・トノン孃肖像」はマンション・オノラブル賞を受賞している。帰国直前の1936年（昭和11年）までに「幼児の思い出」（1933年）「日本大使館付武官澄田中佐像」（1935年）など出品は続けられ、その後も入選を続けた。同年帰国。在仏中は学資を得るために壁画制作助手を務めた。
1940年（昭和15年）5月、第4回日本壁画会展に「英霊に捧ぐ」「工業の日本」の2点を出品し日本壁画会会員となる。同年独立美術協会の第10回独立展で「村婢」「支那楽」「駅」の3点を出品、独立賞を受賞し会友に選出。1946年（昭和21年）独立美術協会会員。1956年（昭和31年）新樹会会員。
1957年（昭和32年）、母校東京美術学校の後進である東京芸術大学にて講師となり壁画フレスコ画法を指導する。1964年（昭和39年）、中間冊夫、山下大五郎、原精一らと欅会を結成。
1966年（昭和41年）、第34回独立展出品作「巽橋」が昭和41年度第23回日本芸術院賞受賞。同年東京芸術大学助教授を経て翌1967年（昭和42年）同校教授、1971年（昭和46年）退官まで教職を続けた。
1978年（昭和53年）10月25日、食道がんにより東京都板橋区の日大付属板橋病院で死去、享年74。没後、勲四等旭日小綬章受章。

## 著作
- 島村三七雄『人物デッサン』鶴書房、1967年6月。
- 島村三七雄、竹内晟『油絵入門』鶴書房、1968年。全国書誌番号:68011582。
- 島村三七雄『島村三七雄"若き日のパリ"展』日動出版部、1974年。ASIN B000J93694。